# Pügner
Pügner ist ein deutscher Familienname. 

## Herkunft und Deutung
Die erste bisher gefundene Erwähnung des Namens Pügner in der heutigen Schreibweise findet man im Schocksteuer-Buch von Crottendorf im Erzgebirge, in dem 1648 ein Christoph Pügner erwähnt wird. Seine Mutter wird 1622 als Thomas Büchnerin und noch früher 1612 in der Landsteuerliste als Thomas Püchnerin genannt. Man kann also folgende Namenentwicklung beobachten: 1612 Püchner – 1622 Büchner – 1648 Pügner. 
Solche Formschwankungen sind nicht ungewöhnlich innerhalb der Familiennamenentwicklung. Da Familiennamen meist mündlich tradiert wurden, wird solch eine Unstetigkeit in Schrift- und Lautbild verständlich.
Crottendorf liegt im westerzgebirgischen Sprachraum. Der dortige Dialekt muss – anders als die Dialekte im restlichen Sachsen – zu den ostfränkischen Dialekten gezählt werden. 
Betrachtet man unter diesen Gegebenheiten die Schreibformen Püchner, Büchner und Pügner, so ist völlig klar, das alle diese Formen als „büchner“, wenn nicht sogar als „biechner“ ausgesprochen werden. Bei der Verschriftlichung von Namen in den Kanzleistuben stand der jeweilige Schreiber vor der Aufgabe, die mündliche Form des Namens schriftlich zu fixieren.  
Nehmen wir also folgendes Szenario an: 
Vor dem Kanzleischreiber steht ein Crottendorfer Bürger, der sich selbst als „büchner“ oder „biechner“ bezeichnet. Der Kanzleischreiber war sich als Gelehrter der mundartlichen Prägung des Gebietes durchaus bewusst und wusste: /p/ wird in den hiesigen Mundarten als /b/ artikuliert (z. B. „barg“ für Park) und /g/ regelhaft als /ch/ ausgesprochen (z. B. „spiechl“ für Spiegel). Eine korrekt verhochdeutschte Namensform konstruierte der Schreiber – bewusst oder unbewusst – als Pügner und schrieb diese in das betreffende Dokument. 
Die Namensform Pügner kann daher klar als Kanzleiform eingeordnet werden, die ein hochdeutscher Schreiber „hyperkorrekt“ aus einer 
als Mundart angesehenen anderen Namensform, und zwar „büchner“ erstellt hat. 
Die Annahme der Namensform Büchner als Grundform des Namens erhärtet sich durch die Häufigkeit des Namens (mehr als 3000-mal in deutschen Telefonbüchern) und dessen arealer Verbreitung vor allem im nordbayerischen Kreis Coburg und im südthüringischen Kreis Sonneberg, was sich gut mit der Besiedelung des Westerzgebirges deckt. 
Zusammenfassung: Der seltene Familienname Pügner stellt eine hyperkorrekte Verhochdeutschung aus dem vielfach bezeugten Familiennamen Büchner dar. Sowohl die heutige wie auch die historische Namensstreuung weist darauf hin, dass diese Umbildung in und um Crottendorf/Westerzgebirge stattgefunden haben muss.
(nach Auskunft von Judith Schwanke, M.A., Gesellschaft für Namenkunde e.V.)

### Schreibweisen
Weitere Schreibweisen des Familiennamens sind:
- Büchner (siehe oben)
- Bügner  (vereinzelt in den 1660 beginnenden KB von Crottendorf)
- Buchner (1602 in dem ältesten im  Crottendorfer Archiv vorhandenen Originalschriftstück „Von Wäldern und Gehölzen“ von 1602 wird ein Hans Buchner erwähnt.)
- Püchner (1612 in der Landsteuerliste von Crottendorf), (1663 als Mitglied der privilegierten Freischützenkompanie von Crottendorf)

### Geographische Verteilung
Pügner leben heute verteilt in ganz Deutschland. Der Großteil der Pügner-Sippe ist noch im Erzgebirge ansässig, wie aus dem deutschlandweiten Telefonverzeichnis unschwer zu erkennen ist. Dort findet man 77 Einträge des Namens. Pro Anschluss rechnet man mit durchschnittlich 2,8 Personen, so dass man eingerechnet der Personen, die nicht im Telefonbuch stehen, auf ca. 250–350 Namensträger Pügner in Deutschland schließen kann. 
Eine Familie Pü(ue)gner lebt heute in den USA. Es sind Nachfahren des 1883 von Crottendorf nach Amana, Iowa ausgewanderten Hermann Moritz Pügner.

### Bekannte Namensträger
Christian Friedrich Pügner
churfürstlich sächsischer Forstbedienter, Oberförster in Geyer/Erzgebirge. Er findet Erwähnung in der Literatur in Verbindung mit der „Belagerung der Burg Scharfenstein“ im Jahre 1795 durch den Wildschützen Karl Stülpner.
Oskar Albin Pügner
Zu lokaler Berühmtheit brachte es der im Mai 1884 von Crottendorf in die USA ausgewanderte Oskar Albin Pügner (1864–1936). Er war Musikprofessor in Massillon/Ohio und einer der besten Klarinettenspieler der USA zu seiner Zeit. Oscar Puegner war ein musikalisches Allroundgenie, spielte Violine, Cello, Horn und Klarinette. Er war Mitglied der „Grand Army Band of Canton“, welche als landesweit bekannt war als „Mc Kinley’s Own“, da sie den späteren Präsidenten Mc Kinley auf seinen Wahlkampf-Touren begleitete. Zwischen 1900 und 1901 leitet er die „Light Artillery Band“ in FT. Wayne/Indiana. Einen seiner größten Triumphe feierte er als Gast-Dirigent der US-Navy Band. Weiterhin war Oscar Direktor der Dalton Eleventh Regiment Band von 1910 bis zu seinem Tode 1936.

Das Familienwappen

### Wappen
Blason: „Gespalten von Grün und Gold mit Dreiberg, darin eine Schildkröte, in verwechselten Tinkturen. Vorn eine aus dem Dreiberg wachsende goldene Fichte, hinten eine grüne Hausmarke mit gewendetem Vierkreuzkopfschaft und Fußkreuzsprosse. Auf dem Helm mit gold-grünen Decken wachsend ein oberhalber rotbezungter goldener Hirsch.“
Wappenerklärung: Die Tinkturen des Wappens wurden vom Stifter so gewählt. Der Dreiberg und die Fichte symbolisieren das Erzgebirge, die Schildkröte wurde aus dem Ortswappen von Crottendorf entnommen, dem Herkunftsort fast aller Vorfahren der Familie. Der Hirsch der Helmzier steht für die Berufe der frühen Vorfahren, die fast alle mit dem Wald zu tun hatten, z. B. Wildner und Pechsteiger (beaufsichtigte die Pecher, die Harz für die Pechsieder sammelten).